# Bikini Kill
Bikini Kill – amerykański żeński zespół punkowy, działający w latach 1990–1998. Grupa popierała idee feministyczne i zachęcała kobiety do działalności muzycznej.
Poglądy formacji były popierane przez popularną w tamtym okresie Nirvanę, a zwłaszcza przez lidera grupy – Kurta Cobaina, który napisał swój najsłynniejszy utwór – "Smells Like Teen Spirit" po znalezieniu napisu "Kurt smells like Teen Spirit" (Kurt pachnie jak Teen Spirit) wymalowanego na ścianie swojego pokoju hotelowego przez Kathleen Hannę.
Zespół wprowadził nazwę riot grrrl oraz jest uważany za prekursora tego ruchu, mimo że wcześniej pojawiały się już takie grupy jak L7 czy Bratmobile.

## Historia
Zespół został założony w październiku 1990 roku, po tym, gdy Kathleen Hanna (wokalistka), Tobi Vail (perkusistka) i Kathi Wilcox (basistka) tworzyły razem zina feministycznego, również pod nazwą Bikini Kill. Hasło reklamowe zine'a, "Revolution Girl Style Now", stało się potem tytułem pierwszej EP zespołu.
Grupa rozpoczęła koncertowanie w czerwcu 1991. Zespół w trakcie swojej działalności objechał kilkakrotnie rodzinne Stany Zjednoczone, a także kilka razy koncertowała w Europie, Japonii i Australii.
Bikini Kill po wydaniu EP-ek Revolution Girl Style Now! i Bikini Kill oraz duetu z Huggy Bear pod nazwą Yeah Yeah Yeah Yeah wydał pierwszy album długogrający - Pussy Whipped. Ze względu na sukces singla "Rebel Girl" jest to najbardziej popularny album zespołu.
Kolejne wydawnictwa zespołu, takie jak Reject All American, nie były już tak popularne, ponieważ fama riot grrrl wyraźnie spadała, gdy media uznały ruch za mijający trend, a także same prowokatorki ruchu były niezadowolone z jego komercyjnego sukcesu. Zespół rozpadł się w 1998 roku.

## Ostatni skład
- Kathleen Hanna – śpiew
- Tobi Vail – perkusja
- Kathi Wilcox – gitara basowa
- Billy Karren (znany także jako Billy Boredom) – gitara

Opracowano na podstawie materiału źródłowego.

## Dyskografia
- Revolution Girl Style Now! (1991)
- Bikini Kill (1991)
- Yeah Yeah Yeah Yeah (1993)
- Pussy Whipped (1993)
- The C.D. Version of the First Two Records (1994)
- Reject All American (1996)
- The Singles (1998)